# Monkey Punch
加藤一彦
Œuvres principales
Lupin III
Monkey Punch (モンキー・パンチ, Monkī Panchi) est le nom de plume du mangaka Kazuhiko Katō (加藤一彦, Katō Kazuhiko), né le 26 mai 1937 à Hamanaka, dans la préfecture d'Hokkaido et mort le 11 avril 2019. Il est essentiellement connu pour son manga Lupin III, publié dans le magazine Weekly Manga Action de 1967 à 1972 et adapté à de multiples reprises en animés, téléfilms et films d'animation.

## Biographie
Kazuhiko Katō naît le 26 mai 1937 à Hamanaka, dans la préfecture d'Hokkaido, au Japon.
Après le lycée, il part à Tokyo et y obtient un diplôme de technicien en électronique afin de pouvoir travailler dans une station de télévision.
Il devient professeur en avril 2005 et enseigne les techniques du manga sur le campus de Nishinomiya de l'université Otemae (en). Il est aussi professeur invité en mai 2010 de l'université de technologie de Tokyo, à Hachiōji.
Il réside à Sakura dans la préfecture de Chiba[réf. souhaitée] jusqu'à sa mort le 11 avril 2019 , d'une pneumonie,.

## Œuvre
- 1965 : Playboy School (プレーボーイ入門?) — sous le pseudonyme Gamuta Eiji (がむた永二?) —, prépublié dans le magazine Manga Story[8]
- 1967-1972 : Lupin III (ルパン三世, Rupin Sansei?), prépublié dans le magazine Weekly Manga Action, 14 volumes publiés chez Futabasha
- 1969 : Pandora (パンドラ?)
- 1970 : Tac Tic...s
- 1974 : Color Girl (カラーガール, kara-ga-ru?), prépublié dans le magazine Papiyon
- 1975 : Lupin III Jr. (ルパン小僧, Lupin Kozou?)
- 1976 : Dracula-kun (どらきゅらクン?)
- 1977-1981 : Shin Lupin III (新ルパン三世, Shin Lupin Sansei?), 17 volumes
- 1977 : Invisible Man
- 1979 : Jikan Agent (時間エージェント?)
- 1980-1982 : Cinderella Boy (シンデレラボーイ)?), prépublié dans le magazine Popcorn, 1 volume publié chez Kobunsha, adapté en 2003 en série d'animation (13 épisodes)[9]
- 1982 :
  - Lupin VIII (ルパン8世, Rupan Hassei?), prépublié dans le magazine 100 Ten Comic, 1 volume publié chez Futabasha
  - Little Mafia (リトル・マフィア?)
- 1984 : Sexy Lupin III (SEXYルパン三世?)

- 1987 : character design pour Scoopers

## Récompenses
- 1981 :  Prix Inkpot
- 2015 : Tokyo Anime Award Festival : Meritorious Service Award - Original Creator pour Lupin III[10].